# 鲍贝尔斯 (北达科他州)
鲍贝尔斯（英語：Bowbells），是美国北达科他州下属的一座城市。根据2010年美国人口普查，该市有人口336人。2011年估计该市有人口347人，相对于2010年，增长率为3.27%。